# Saison 2012-2013 de snooker
Navigation
2011-2012 2013-2014
La saison 2012-2013 de snooker est la 45e saison de snooker. Elle regroupe 37 tournois organisés par la WPBSA entre le 16 mai 2012 et le 6 mai 2013.

## Nouveautés
- Pour cette nouvelle saison, deux nouveaux tournois classés font leur apparition dans le calendrier. Il s'agit du Classique de Wuxi, non-classé en 2011-2012 et du championnat international. C'est d'ailleurs un record puisque cinq épreuves de classement se disputent en 2012-2013.

- Le championnat du circuit asiatique des joueurs est mis en place. Un total de trois étapes sont disputées. On note également le retour du championnat du circuit européen des joueurs de snooker, qui comporte six évènements, en plus du championnat du circuit des joueurs, qui en comptera quatre et une épreuve finale en fin de saison.

- Le Classique d'Irlande et les Masters du Brésil sont supprimés.

- La Bulgarie est pour la première fois le théâtre d'une épreuve classée-mineure[1]. La Pologne, la Belgique et l'Australie sont également visitées.

- Trois tournois de catégorie pro-am sont disputés.

- Le championnat du monde à six billes rouges est le seul évènement alternatif de la tournée.

## Calendrier
| C = Tournoi classé (professionnel)              |
| M = Tournoi classé mineur (professionnel)       |
| NC = Tournoi non classé (professionnel)         |
| A = Tournoi alternatif (professionnel)          |
| P/A = Tournoi pro-am (professionnel et amateur) |
| TS = Tournoi seniors (professionnel)            |

| Dates (mois-jour) | Dates (mois-jour) | Tournoi                                             | Lieu             | Site                                           | Cat. | Vainqueur          | Finaliste           | Score | Référence |
| 05-16             | 05-20             | Open d'Autriche                                     | Wels             | BRP Hall                                       | P/A  | Mark Williams      | Matthew Couch       | 6-5   | [ 2 ]     |
| 06-07             | 06-10             | Pink Ribbon                                         | Gloucester       | South West Snooker Academy                     | P/A  | Stuart Bingham     | Peter Lines         | 4-0   | ,         |
| 06-18             | 06-22             | Open de Zhangjiagang                                | Zhangjiagang     | Zhangjiagang Sports Center                     | M    | Stuart Bingham     | Stephen Lee         | 4-3   | [ 5 ]     |
| 06-25             | 07-01             | Classique de Wuxi                                   | Wuxi             | Wuxi City Sports Park Stadium                  | C    | Ricky Walden       | Stuart Bingham      | 10-4  | [ 6 ]     |
| 07-02             | 07-07             | Championnat du monde de snooker à six billes rouges | Bangkok          | Montien Riverside Hotel                        | A    | Mark Davis         | Shaun Murphy        | 8-4   | [ 7 ]     |
| 07-09             | 07-15             | Open d'Australie                                    | Bendigo          | Bendigo Stadium                                | C    | Barry Hawkins      | Peter Ebdon         | 9-3   | [ 8 ]     |
| 07-12             | 07-15             | Open de Vienne                                      | Vienne           | Theater Dschungel                              | P/A  | Simon Bedford (en) | Jamie Jones         | 5-2   | [ 9 ]     |
| 07-18             | 07-22             | Épreuve 1 de Gloucester                             | Gloucester       | South West Snooker Academy                     | M    | Stephen Maguire    | Jack Lisowski       | 4-3   | [ 10 ]    |
| 08-08             | 08-12             | Épreuve 2 de Gloucester                             | Gloucester       | South West Snooker Academy                     | M    | Martin Gould       | Stephen Maguire     | 4-3   | [ 11 ]    |
| 08-23             | 08-26             | Classique Paul Hunter                               | Fürth            | Stadthalle                                     | M    | Mark Selby         | Joe Swail           | 4-1   | [ 12 ]    |
| 09-05             | 09-09             | Épreuve 3 de Gloucester                             | Gloucester       | South West Snooker Academy                     | M    | Rod Lawler         | Marco Fu            | 4-2   | [ 13 ]    |
| 09-11             | 09-14             | Coupe générale                                      | Hong Kong        | General Snooker Club                           | NC   | Neil Robertson     | Ricky Walden        | 7-6   | [ 14 ]    |
| 09-17             | 09-23             | Masters de Shanghai                                 | Shanghai         | Shanghai Grand Stage                           | C    | John Higgins       | Judd Trump          | 10-9  | [ 15 ]    |
| 09-23             | 09-27             | Open de Yixing                                      | Yixing           | Yixing Sports Centre                           | M    | Stephen Lee        | Ding Junhui         | 4-0   | [ 16 ]    |
| 10-05             | 10-07             | Open de Gdynia                                      | Gdynia           | Hala Sportowo-Widowiskowa Gdynia               | M    | Neil Robertson     | Jamie Burnett       | 4-3   | [ 17 ]    |
| 10-17             | 10-21             | Open d'Anvers                                       | Anvers           | Lotto Arena                                    | M    | Mark Allen         | Mark Selby          | 4-1   | [ 18 ]    |
| 10-27             | 10-28             | Championnat du monde seniors                        | Portsmouth       | Mountbatten Centre                             | TS   | Nigel Bond         | Tony Chappel (en)   | 2-0   | [ 19 ]    |
| 10-28             | 11-04             | Championnat international                           | Chengdu          | Sichuan International Tennis Center            | C    | Judd Trump         | Neil Robertson      | 10-8  | [ 20 ]    |
| 11-05             | 11-09             | Open de Zhengzhou                                   | Zhengzhou        | Henan Province Sports Stadium                  | M    | Stuart Bingham     | Li Hang             | 4-3   | [ 21 ]    |
| 11-10             | 11-14             | Coupe Kay Suzanne                                   | Gloucester       | South West Snooker Academy                     | M    | John Higgins       | Judd Trump          | 4-2   | [ 22 ]    |
| 11-15             | 11-18             | Open de Bulgarie                                    | Sofia            | Princess Hotel                                 | M    | Judd Trump         | John Higgins        | 4-0   | [ 23 ]    |
| 08-16             | 11-25             | Première ligue                                      | Grimsby          | Grimsby Auditorium                             | NC   | Stuart Bingham     | Judd Trump          | 7-2   | [ 24 ]    |
| 12-01             | 12-09             | Championnat du Royaume-Uni                          | York             | Barbican Centre                                | C    | Mark Selby         | Shaun Murphy        | 10-6  | [ 25 ]    |
| 12-13             | 12-16             | Open d'Écosse                                       | Ravenscraig      | Ravenscraig Sports Facility                    | M    | Ding Junhui        | Anthony McGill      | 4-2   | [ 26 ]    |
| 01-02             | 01-05             | Open des trois rois                                 | Rankweil         | Patricks Candian Taverne                       | P/A  | Stephen Lee        | Tony Drago          | 5-4   |           |
| 01-04             | 01-06             | Open FFB                                            | Fürstenfeldbruck | Event Forum                                    | M    | Mark Selby         | Graeme Dott         | 4-3   | [ 27 ]    |
| 01-11             | 01-13             | Open des Pays-Bas                                   | Bois-le-Duc      | Snookercentrum De Dieze                        | P/A  | Luca Brecel        | Bjorn Haneveer (en) | 5-3   |           |
| 01-13             | 01-20             | Masters                                             | Londres          | Alexandra Palace                               | NC   | Mark Selby         | Neil Robertson      | 10-6  | [ 28 ]    |
| 01-25             | 01-27             | Snooker Shoot-Out                                   | Blackpool        | Circus Arena                                   | A    | Martin Gould       | Mark Allen          | 1-0   | [ 29 ]    |
| 01-30             | 02-03             | Masters d'Allemagne                                 | Berlin           | Tempodrom                                      | C    | Ali Carter         | Marco Fu            | 9-6   | [ 30 ]    |
| 02-11             | 02-17             | Open du pays de Galles                              | Newport          | Newport Centre                                 | C    | Stephen Maguire    | Stuart Bingham      | 9-8   | [ 31 ]    |
| 02-25             | 03-03             | Open mondial                                        | Haikou           | Hainan International Exhibition Center         | C    | Mark Allen         | Matthew Stevens     | 10-4  | [ 32 ]    |
| 03-12             | 03-17             | Championnat du circuit des joueurs (épreuve finale) | Galway           | Bailey Allen Hall                              | C    | Ding Junhui        | Neil Robertson      | 4-3   | [ 33 ]    |
| 01-07             | 03-22             | Championnat de la ligue                             | Stock            | Crondon Park Golf Club                         | NC   | Martin Gould       | Ali Carter          | 3-2   | [ 34 ]    |
| 03-25             | 03-31             | Open de Chine                                       | Pékin            | Gymnase des étudiants de l'université de Pékin | C    | Neil Robertson     | Mark Selby          | 10-6  | [ 35 ]    |
| 03-??             | 03-??             | Open d'Angleterre Paul Hunter                       | Leeds            | Northern Snooker Center                        | P/A  | Stuart Carrington  | Craig Steadman (en) | 5-3   |           |
| 04-20             | 05-06             | Championnat du monde                                | Sheffield        | Crucible Theatre                               | C    | Ronnie O'Sullivan  | Barry Hawkins       | 18-12 | [ 36 ]    |

## Attribution des points
Points attribués lors des épreuves comptant pour le classement mondial :
| Tournoi                            | Joueurs (nombre / statut)   | 96  | 80   | 64   | 48   | 32   | 16   | Quart de finalistes | Demi-finalistes | Finaliste | Vainqueur |
| Classique de Wuxi                  | Non tête de série           | 560 | 910  | 1260 | 1610 | 1960 | 2660 | 3500                | 4480            | 5600      | 7000      |
| Classique de Wuxi                  | Tête de série               | 280 | 455  | 630  | 805  | 980  | 2660 | 3500                | 4480            | 5600      | 7000      |
| Open d'Australie                   | Non tête de série           | 400 | 650  | 900  | 1150 | 1400 | 1900 | 2500                | 3200            | 4000      | 5000      |
| Open d'Australie                   | Tête de série               | 200 | 325  | 450  | 575  | 700  | 1900 | 2500                | 3200            | 4000      | 5000      |
| Masters de Shanghai                | Non tête de série           | 560 | 910  | 1260 | 1610 | 1960 | 2660 | 3500                | 4480            | 5600      | 7000      |
| Masters de Shanghai                | Tête de série               | 280 | 455  | 630  | 805  | 980  | 2660 | 3500                | 4480            | 5600      | 7000      |
| Championnat international          | Non tête de série           | 640 | 1040 | 1440 | 1840 | 2240 | 3040 | 4000                | 5120            | 6400      | 8000      |
| Championnat international          | Tête de série               | 320 | 520  | 720  | 920  | 1120 | 3040 | 4000                | 5120            | 6400      | 8000      |
| Championnat du Royaume-Uni         | Non tête de série           | 640 | 1040 | 1440 | 1840 | 2240 | 3040 | 4000                | 5120            | 6400      | 8000      |
| Championnat du Royaume-Uni         | Tête de série               | 320 | 520  | 720  | 920  | 1120 | 3040 | 4000                | 5120            | 6400      | 8000      |
| Masters d'Allemagne                | Non tête de série           | 900 | –    | 1150 | –    | 1400 | 1900 | 2500                | 3200            | 4000      | 5000      |
| Masters d'Allemagne                | Tête de série               | 450 | –    | 575  | –    | 1400 | 1900 | 2500                | 3200            | 4000      | 5000      |
| Open du pays de Galles             | Non tête de série           | 900 | –    | 1150 | –    | 1400 | 1900 | 2500                | 3200            | 4000      | 5000      |
| Open du pays de Galles             | Tête de série               | 450 | –    | 575  | –    | 1400 | 1900 | 2500                | 3200            | 4000      | 5000      |
| Open mondial                       | Non tête de série           | 560 | 910  | 1260 | 1610 | 1960 | 2660 | 3500                | 4480            | 5600      | 7000      |
| Open mondial                       | Tête de série               | 280 | 455  | 630  | 805  | 980  | 2660 | 3500                | 4480            | 5600      | 7000      |
| Championnat du circuit des joueurs | Épreuve autre que la finale | –   | –    | 360  | –    | 560  | 760  | 1000                | 1280            | 1600      | 2000      |
| Championnat du circuit des joueurs | Épreuve finale              | –   | –    | –    | –    | 840  | 1140 | 1500                | 1920            | 2400      | 3000      |
| Open de Chine                      | Non tête de série           | 560 | 910  | 1260 | 1610 | 1960 | 2660 | 3500                | 4480            | 5600      | 7000      |
| Open de Chine                      | Tête de série               | 280 | 455  | 630  | 805  | 980  | 2660 | 3500                | 4480            | 5600      | 7000      |
| Championnat du monde               | Non tête de série           | 800 | 1300 | 1800 | 2300 | 2800 | 3800 | 5000                | 6400            | 8000      | 10000     |
| Championnat du monde               | Tête de série               | 400 | 650  | 900  | 1150 | 1400 | 3800 | 5000                | 6400            | 8000      | 10000     |

## Classement mondialen début et fin de saison

### Après lechampionnat du monde 2012
| Rang | Évol.         | Joueur            | Points |
| 1    | 2             | Mark Selby        | 74 925 |
| 2    | 7             | Judd Trump        | 68 975 |
| 3    | 2             | Mark Williams     | 63 560 |
| 4    | 4             | Stephen Maguire   | 61 400 |
| 5    | 3             | John Higgins      | 61 320 |
| 6    | 1             | Shaun Murphy      | 59 685 |
| 7    | 2             | Neil Robertson    | 59 540 |
| 8    | 10            | Stephen Lee       | 56 550 |
| 9    | 2             | Ronnie O'Sullivan | 53 060 |
| 10   | 4             | Matthew Stevens   | 52 760 |
| 11   | 7             | Ding Junhui       | 52 340 |
| 12   | en stagnation | Mark Allen        | 50 065 |
| 13   | 3             | Graeme Dott       | 49 445 |
| 14   | 7             | Martin Gould      | 47 290 |
| 15   | 5             | Ricky Walden      | 46 945 |
| 16   | 1             | Stuart Bingham    | 46 600 |

### Après lechampionnat du monde 2013
| Rang | Évol.         | Joueur          | Points |
| 1    | en stagnation | Mark Selby      | 79 740 |
| 2    | 5             | Neil Robertson  | 79 460 |
| 3    | 1             | Judd Trump      | 76 720 |
| 4    | 2             | Shaun Murphy    | 68 220 |
| 5    | 1             | Stephen Maguire | 66 940 |
| 6    | 10            | Stuart Bingham  | 62 940 |
| 7    | 5             | Mark Allen      | 62 460 |
| 8    | 7             | Ricky Walden    | 59 765 |
| 9    | 13            | Barry Hawkins   | 58 880 |
| 10   | 1             | Ding Junhui     | 57 900 |
| 11   | 6             | John Higgins    | 56 355 |
| 12   | 1             | Graeme Dott     | 54 900 |
| 13   | 6             | Mark Davis      | 54 280 |
| 14   | 4             | Matthew Stevens | 53 660 |
| 15   | 12            | Mark Williams   | 53 260 |
| 16   | 1             | Ali Carter      | 52 895 |